# Château des Rues
Le château des Rues est un château situé à Chenillé-Changé, en France.

## Localisation
Le château est situé dans le département français de Maine-et-Loire, sur la commune de Chenillé-Changé.

## Historique
L'édifice est inscrit au titre des monuments historiques en 1978.